# Șerban Cantacuzino
Șerban Cantacuzino (n. 1640 – d. 29 octombrie/8 noiembrie 1688) a fost domnul Țării Românești între 1678 și 1688. Era membru al ilustrei familii de origine bizantină a Cantacuzinilor, fiind fiul postelnicului Constantin Cantacuzino și frate al marelui cărturar stolnicul Constantin Cantacuzino.  Mama sa, Elina (Ilinca), a fost fiica domnului muntean Radu Șerban (1602–1610) și a Elinei, din familia marilor boieri Mărgineni.
În calitate de conducător al statului muntean aflat sub vasalitatea turcilor, a participat alături de armatele otomane la asediul Vienei din 1683. A negociat însă cu imperialii trecerea Țării Românești în tabăra creștină, năzuind la poziția de protector al creștinilor din peninsula Balcanică, habsburgii promițându-i tronul imperial al unui Constantinopol eliberat de turci. După moarte a fost succedat în domnie de Constantin Brâncoveanu.

## Biografie
„ Aș avea multe de relatat de asprimea cu care Șerban Vodă guverna țara […] înainte de a cere audiență și a intra la Domn, boierii obicinuiau a da bacșiș pajului de la ușă, pentru a afla dacă Vodă e bine dispus și atunci, înainte de a intra, își făceau cruce, ca să poată trece spaima din care unii ieșeau chiar bolnavi. […] Să recunoaștem însă și partea bună a lui Șerban Vodă, care nu condamna la moarte fără judecata Divanului și fără consimțimîntul boierilor. Era un om vesel și civilizat și iubitor de străini, pentru cari era foarte generos. Intreținea și încuraja talentele și artele frumoase. Ajuta pe dascălii de limba greacă, în care fii de boieri învățau gramatica, retorica și filozofia. Introduse la Curte un sistem de viață mai civilizat; a fost primul care întrebuința tacîmuri de argint la masă. […] În general faptele sale erau călăuzite de idei generoase.” 

### Origini
Șerban Vodă făcea parte din familia Cantacuzinilor, familie care a dat mai mulți domni ai Țării Românești și ai Moldovei. Această familie se asimilase atât de bine în țările române, încât ajunsese să se afle în fruntea partidei boierești care lupta pentru a restrânge influența familiilor grecești de curând venite. Tatăl lui Șerban Vodă, marele postelnic Constantin Cantacuzino, se însurase cu Elina, o fată a lui Radu Șerban Basarab, astfel încât fiii lui se simțeau oarecum moștenitori ai vechilor domni „pământeni”.
Conform unei informații prezente doar la Del Chiaro, preluată ulterior de Dimitrie Cantemir, Șerban ar fi „spurcat” patul lui Duca Vodă, motiv pentru care s-a refugiat la Țarigrad, unde a cumpărat domnia Țării Românești. Șerban a fost ridicat în scaun în 1678, și a intrat în București la 6 ianuarie 1679 (stil vechi).

### Domnia

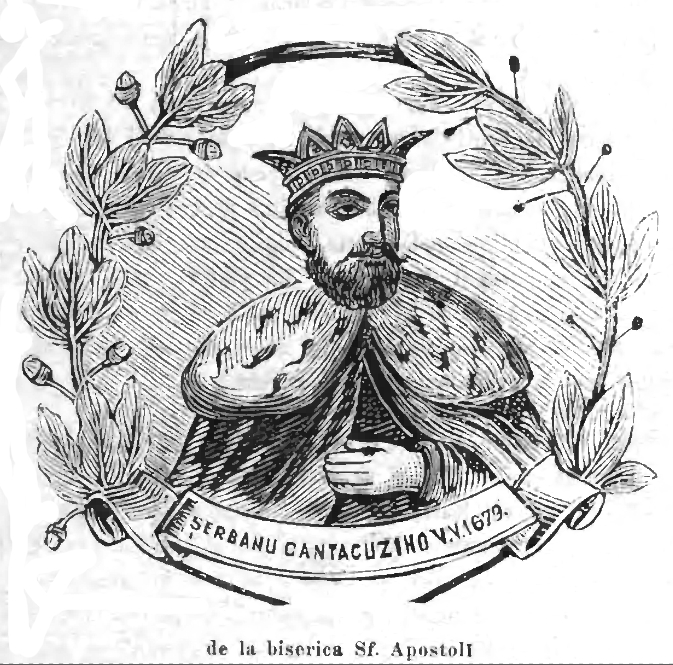
Șerban Cantacuzino - litografie publicată de Dimitrie Papazoglu în anul 1891 după fresca din Biserica Sf. Apostoli

În 1683 a luptat împreună cu turcii la asediul Vienei, unde aceștia din urmă au fost înfrânți. Șerban Vodă, ca și domnul Moldovei și principele Transilvaniei, fusese nevoit să însoțească armata turcă cu mica lui oștire. Cronicarii vremii spun că tunurile sale trăgeau  cu ghiulele umplute cu paie, ca să nu facă rău creștinilor asediați. Se mai află și astăzi lângă Viena o cruce de piatră ridicată de el pentru creștinii care se aflau atunci în armata turcă.
În anii 1684–1688 a realizat un joc diplomatic ingenios, încercând să contracareze tendințele expansioniste ale Habsburgilor în Banat și ale Poloniei în Moldova. Le-a propus turcilor să i se acorde ereditar tronul (prin transformarea țării în raia), totodată realizând contacte și cu Rusia și Veneția.
La 2/12 octombrie 1688 a trimis la Viena o solie, pentru închinarea țării la Imperiul habsburgic. Din solie făceau parte fratele său Iordache Cantacuzino (mare spătar), ginerele său Constantin Bălăceanu (mare agă), nepotul său de frate Șerban Cantacuzino (la acel moment biv vel căpitan; fiul lui Drăghici Cantacuzino) și Șerban Vlădescu (comis).
În plan intern a exercitat presiuni asupra conducătorilor catolici ai Câmpulungului, pentru a-i determina să treacă la ortodoxie.
Din activitatea sa în domeniile cultural, economic și edilitar se pot menționa următoarele aspecte: 
- A sprijinit înființarea mai multor ateliere de tipărit („tiparnițe”), iar sub auspiciile sale a apărut în 1688 faimoasa Biblie românească de la București.[13][14]
- Este ctitorul Mânăstirii Cotroceni.[15]
- A introdus cultura porumbului în Țara Românească, care la scurtă vreme a ajuns un aliment de bază.[16][17]
- A adus îmbunătățiri cursului Dâmboviței prin amenajarea unui lac de acumulare.[18]
- A deschis Podul Șerban-Vodă (mai târziu Podul Beilicului, astăzi Calea Șerban Vodă), una din primele străzi pavate (cu lemn) din București.[19]
- A înființat Hanul Șerban-Vodă, cel mai mare din București[20]

Proiectele sale au fost continuate de urmașul său, Constantin Brâncoveanu.

### Moartea
„Eșit-au cuvîntul atuncea și zicea cei mai mulți din oameni că l-au otrăvit Costandin stolnicul, frate-său, și Costandin logofătul Brîncoveanu, nepotu-său. De care vreun adevăr atunci nu să putea găsi, ce ea îndoire sau va fi, sau nu va fi; iar tîrziu, prin multă vreame trecută, s-au dovedit acest lucru că singur Costandin stolnicul au mărturisit că el au omorît pă frate-său Șărban vodă, precum vom scrie mai nainte mai pre largu. Însă după Șerban vodă au pus domn pă Costandin Brîncoveanul […]” 
Șerban Cantacuzino a murit la 29 octombrie/8 noiembrie 1688. Ar fi fost otrăvit de frații Mihai și Constantin, ajutați de C. Brâncoveanu. Această ipoteză este menționată aluziv și dubitativ la Del Chiaro iar Ion Neculce o consideră zvon, în timp ce cronicarul Radu Popescu o considera fapt sigur.

## Familie și urmași
Șerban Cantacuzino Vodă a avut două soții, Elina Cantacuzino Vodă și Maria Cantacuzino Vodă (n. Văcărescu).
A avut următorii copii:
- Bălașa, căsătorită cu Grigore Vlasto;
- Ilinca, soția lui Barbu Urdăreanu;
- Smaranda, căsătorită cu Grigorașcu Băleanu;
- Gheorghe (Iordache) Cantacuzino (1673-1739), mare ban al Olteniei sub imperiali (din 1719);
- Casandra (1676-1713), soția domnului Moldovei Dimitrie Cantemir;
- Maria, soția marelui agă Constantin Bălăceanu;
- Ilona, soția lui Ivan Kojin (boierul rus).

## Istoriografie

Șerban Cantacuzino Vodă și soția sa Maria Doamna

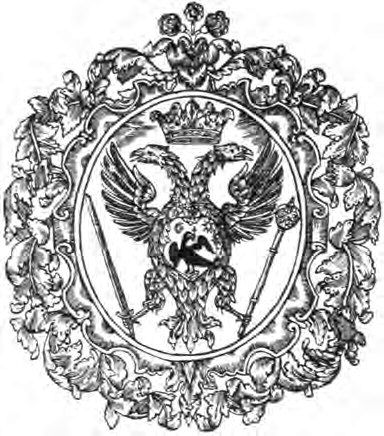
Stema lui Șerban Cantacuzino

În vechea istoriografie românească, reprezentată de Dimitrie Onciul, A.D. Xenopol, Nicolae Bănescu și N. Iorga, Șerban Cantacuzino a fost considerat întemeietorul Academiei domnești de la București. Această teză a fost însă abandonată ulterior, în lumina cercetărilor istorice ale lui Victor Papacostea. Pe lângă faptul că lipsesc documentele care să o confirme, atât Șerban (noiembrie 1686), cât și Constantin Stolnicul (1692) se plângeau de lipsa dascălilor greci pentru copiii lor.
|                           |                           |                           |                           |                           |                           |  |  | Constantin Cantacuzino | Constantin Cantacuzino | Constantin Cantacuzino | Constantin Cantacuzino | Constantin Cantacuzino | Constantin Cantacuzino |  |  | Elina Cantacuzino      | Elina Cantacuzino      | Elina Cantacuzino      | Elina Cantacuzino      | Elina Cantacuzino      | Elina Cantacuzino      |  |  |                   |                   |                   |                   |                   |                   |  |  |       |       |       |       |       |       |  |  |  |  |  |  |  |  |  |  |  |  |  |  |  |  |  |  |  |  |  |  |  |  |
|                           |                           |                           |                           |                           |                           |  |  | Constantin Cantacuzino | Constantin Cantacuzino | Constantin Cantacuzino | Constantin Cantacuzino | Constantin Cantacuzino | Constantin Cantacuzino |  |  | Elina Cantacuzino      | Elina Cantacuzino      | Elina Cantacuzino      | Elina Cantacuzino      | Elina Cantacuzino      | Elina Cantacuzino      |  |  |                   |                   |                   |                   |                   |                   |  |  |       |       |       |       |       |       |  |  |  |  |  |  |  |  |  |  |  |  |  |  |  |  |  |  |  |  |  |  |  |  |
|                           |                           |                           |                           |                           |                           |  |  |                        |                        |                        |                        |                        |                        |  |  |                        |                        |                        |                        |                        |                        |  |  |                   |                   |                   |                   |                   |                   |  |  |       |       |       |       |       |       |  |  |  |  |  |  |  |  |  |  |  |  |  |  |  |  |  |  |  |  |  |  |  |  |
|                           |                           |                           |                           |                           |                           |  |  |                        |                        |                        |                        |                        |                        |  |  |                        |                        |                        |                        |                        |                        |  |  |                   |                   |                   |                   |                   |                   |  |  |       |       |       |       |       |       |  |  |  |  |  |  |  |  |  |  |  |  |  |  |  |  |  |  |  |  |  |  |  |  |
| Stanca (căs. Brâncoveanu) | Stanca (căs. Brâncoveanu) | Stanca (căs. Brâncoveanu) | Stanca (căs. Brâncoveanu) | Stanca (căs. Brâncoveanu) | Stanca (căs. Brâncoveanu) |  |  | Șerban Cantacuzino     | Șerban Cantacuzino     | Șerban Cantacuzino     | Șerban Cantacuzino     | Șerban Cantacuzino     | Șerban Cantacuzino     |  |  | Constantin Cantacuzino | Constantin Cantacuzino | Constantin Cantacuzino | Constantin Cantacuzino | Constantin Cantacuzino | Constantin Cantacuzino |  |  | Mihai Cantacuzino | Mihai Cantacuzino | Mihai Cantacuzino | Mihai Cantacuzino | Mihai Cantacuzino | Mihai Cantacuzino |  |  | Alții | Alții | Alții | Alții | Alții | Alții |  |  |  |  |  |  |  |  |  |  |  |  |  |  |  |  |  |  |  |  |  |  |  |  |
| Stanca (căs. Brâncoveanu) | Stanca (căs. Brâncoveanu) | Stanca (căs. Brâncoveanu) | Stanca (căs. Brâncoveanu) | Stanca (căs. Brâncoveanu) | Stanca (căs. Brâncoveanu) |  |  | Șerban Cantacuzino     | Șerban Cantacuzino     | Șerban Cantacuzino     | Șerban Cantacuzino     | Șerban Cantacuzino     | Șerban Cantacuzino     |  |  | Constantin Cantacuzino | Constantin Cantacuzino | Constantin Cantacuzino | Constantin Cantacuzino | Constantin Cantacuzino | Constantin Cantacuzino |  |  | Mihai Cantacuzino | Mihai Cantacuzino | Mihai Cantacuzino | Mihai Cantacuzino | Mihai Cantacuzino | Mihai Cantacuzino |  |  | Alții | Alții | Alții | Alții | Alții | Alții |  |  |  |  |  |  |  |  |  |  |  |  |  |  |  |  |  |  |  |  |  |  |  |  |
| Constantin Brâncoveanu    | Constantin Brâncoveanu    | Constantin Brâncoveanu    | Constantin Brâncoveanu    | Constantin Brâncoveanu    | Constantin Brâncoveanu    |  |  |                        |                        |                        |                        |                        |                        |  |  | Ștefan Cantacuzino     | Ștefan Cantacuzino     | Ștefan Cantacuzino     | Ștefan Cantacuzino     | Ștefan Cantacuzino     | Ștefan Cantacuzino     |  |  |                   |                   |                   |                   |                   |                   |  |  |       |       |       |       |       |       |  |  |  |  |  |  |  |  |  |  |  |  |  |  |  |  |  |  |  |  |  |  |  |  |